# 萨伊利·拉内
萨伊利·拉内（Saili Rane，1993年10月25日—），出生於印度孟买，女子羽毛球運動員，專長單打項目。

## 簡歷
2013年11月，萨伊利·拉内出戰巴林國際挑戰賽，贏得女子單打亞軍；同年12月，她又在孟加拉國際挑戰賽贏得亞軍。

## 主要比賽成績
只列出曾進入準決賽的國際賽事成績：
| 年份   | 賽事                   | 公開賽級別 | 項目     | 成績   |
| ------ | ---------------------- | ---------- | -------- | ------ |
| 2013年 | 伊朗羽毛球國際挑戰賽   | 國際挑戰賽 | 女子單打 | 準決賽 |
| 2013年 | 巴林羽毛球國際挑戰賽   | 國際挑戰賽 | 女子單打 | 亞軍   |
| 2013年 | 孟加拉羽毛球國際挑戰賽 | 國際挑戰賽 | 女子單打 | 亞軍   |
| 2014年 | 蘇格蘭羽毛球大獎賽     | 大獎賽     | 女子單打 | 準決賽 |
| 2014年 | 威爾斯羽毛球國際賽     | 國際挑戰賽 | 女子單打 | 準決賽 |
| 2014年 | 印度羽毛球國際挑戰賽   | 國際挑戰賽 | 女子單打 | 準決賽 |
| 2015年 | 巴林羽毛球國際系列賽   | 國際系列賽 | 女子單打 | 亞軍   |
| 2015年 | 巴林羽毛球國際挑戰賽   | 國際挑戰賽 | 女子單打 | 亞軍   |
| 2015年 | 印度羽毛球國際挑戰賽   | 國際挑戰賽 | 女子單打 | 準決賽 |
| 2016年 | 毛里裘斯羽毛球國際賽   | 國際系列賽 | 女子單打 | 冠軍   |
| 2017年 | 挪威羽毛球國際賽       | 國際系列賽 | 女子單打 | 冠軍   |
| 2018年 | 冰島羽毛球國際賽       | 國際系列賽 | 女子單打 | 冠軍   |

| 2007-2017年 | 首要超級賽 | 超級賽 | 黃金大獎賽 | 大獎賽 | 國際挑戰賽 | 國際系列賽 | 未來系列賽 | 其他 |

| 2018-2026年 | 總決賽 | 超級1000賽 | 超級750賽 | 超級500賽 | 超級300賽 | 超級100賽 | 國際挑戰賽 | 國際系列賽 | 未來系列賽 | 其他 |